# وسادة دهنية شدقية
الوسادة الدهنية الشدقية (بالإنجليزية: Buccal fat pad)‏‏ (وتسمى أيضًا وسادة بيشات الدهنية نسبةً للعالم ماري فرانسوا كزافييه بيشات كما تُسمى الجسم الشحمي للخد) تُعد واحدة من العديد من كتل الدهون المغلفة في الخد، فهي وسادة دهنية عميقة تقع على جانبي الوجه بين العضلة المبوقة والعضلات السطحية الأخرى (بما في ذلك العضلة الماضغة والعضلة الوجنية الكبيرة والعضلة الوجنية الصغيرة)، يوجد الجزء السفلي من وسادة الدهون الشدقية داخل حيز شدقي، لا ينبغي الخلط بينها وبين وسادة دهون الخد والتي تقع مباشرة أسفل جلد الخد، كما يجب عدم الخلط بينها وبين وسادة دهون الخد، فهي تشارك في تكوين الخدين والطية الأنفية الشفوية، ولكن ليس في تكوين الفكين.

## التسمية والبنية
تتكون وسادة الدهون الشدقية من عدة أجزاء، على الرغم من أن عدد الأجزاء بالضبط يبدو نقطة خلاف ولم يلاحظ أي تسمية متسقة واحدة من هذه الأجزاء فقد تم وصفها على أنها مقسمة إلى ثلاثة فصوص: الأمامي، المتوسط، والخلفي، وفقًا لهيكل أغلفة الفصوص وتشكُّل الأربطة ومصدر الأوعية الغذائية، بالإضافة إلى وجود أربعة امتدادات من جسم الوسادة الدهنية الشدقية: تحت الرافعة، الخد الشفوي، الشدقي، الجناحي. استُمِدت التسميات لهذه الملحقات من موقعها والعضلات القريبة.
يحيط الفص الأمامي للدهون بالقناة النكفية التي تنقل اللعاب من الغدة النكفية إلى الفم، وهي عبارة عن كتلة مثلثية أحد رؤوسها يقع عند العضلات الماضغة، وآخر عند العضلة الرافعة للشفة العليا ولجناح الأنف، والثالث عند عضلة الفم الدائرية. يقع الفص الأوسط بين الفصوص الأمامية والخلفية فوق الفك العلوي. وقد اتضح أن الفص الأوسط يفقد كمية كبيرة من الحجم بين الطفولة والبلوغ. يمتد الفص الخلفي للوسادة الدهنية من الشق تحت الحجاج والعضلة الصدغية إلى الحافة العلوية للفك السفلي حتى فرع الفك السفلي.

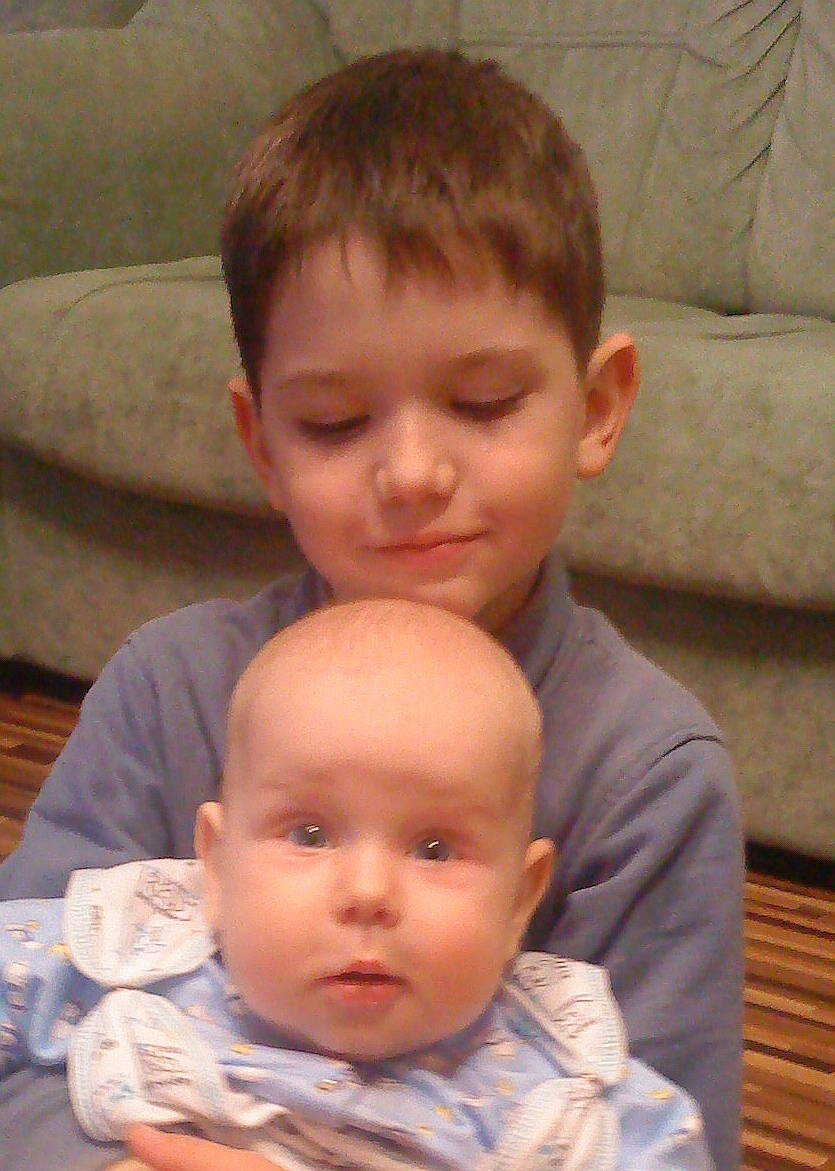
الوسائد الدهنية الشدقية تكون مرئية بوضوح على خدين الأطفال من مختلف الأعمار والبشرة.

## الوظيفة
يصف بعض الأشخاص الوظيفة الأساسية للوسادة الدهنية الشدقية فيما يتعلق بالمضغ والرضاعة خاصةً عند الرضع. تستمد هذه النظرية بعض الدعم من فقدان الحجم إلى الفص الأوسط والذي سيكون أكثر مشاركة مباشرة في المضغ والامتصاص من الطفولة إلى البلوغ.
وظيفة أخرى مقترحة هي وسائد الانزلاق التي تسهل عمل عضلات المضغ.
قد تعمل وسادة الدهون الشدقية أيضًا كوسادة لحماية عضلات الوجه الحساسة من الإصابة نتيجة لحركة العضلات أو القوة الخارجية.

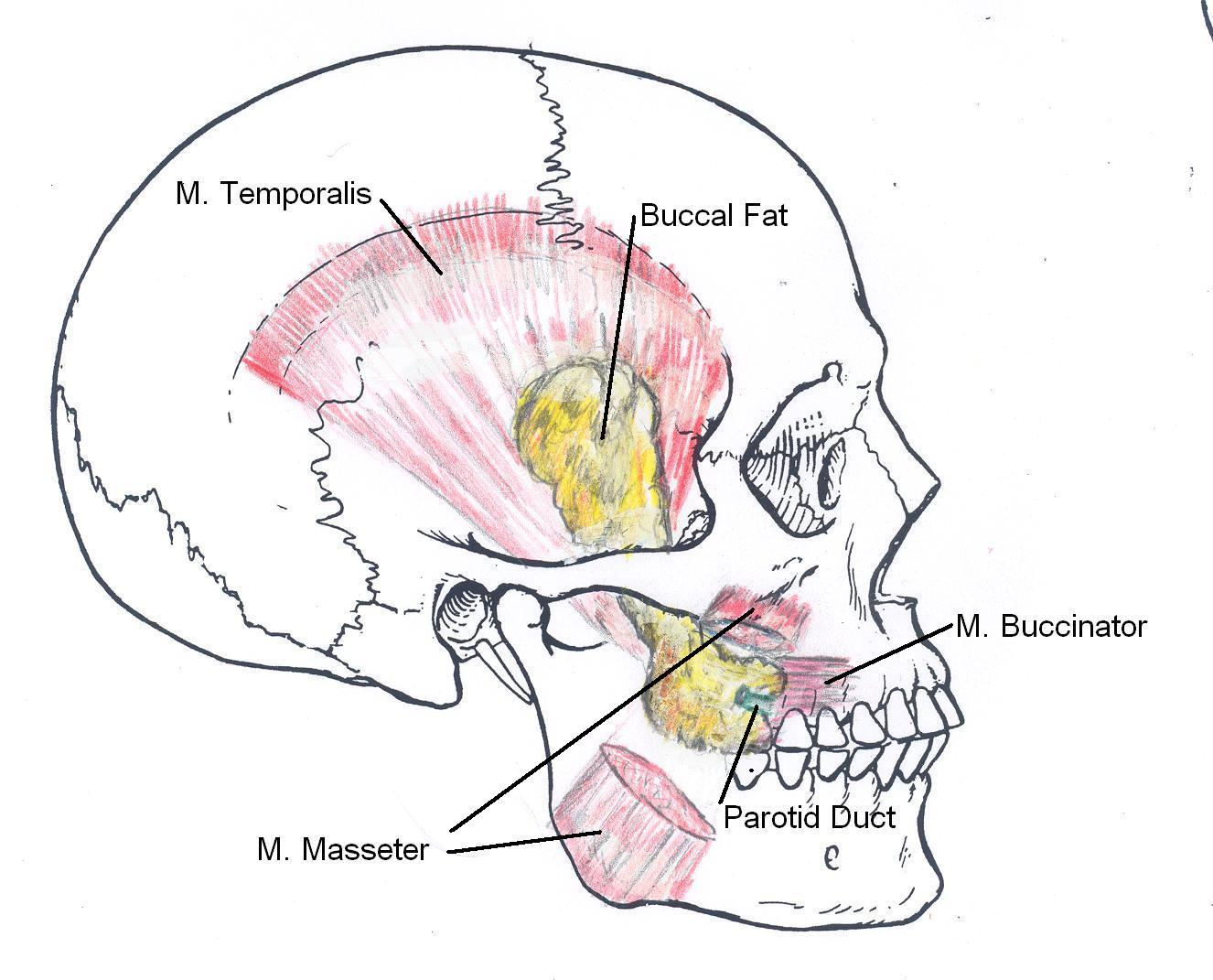

## الاستخدامات السريرية
عادة ما يتم استخدام وسادة الدهون الشدقية في إعادة ترميم الوجه. يناقش العديد من المؤلفين أهمية وسادة الدهون الشدقية في تحقيق نتائج جيدة من عملية شد الوجه.
يتم استخدام الخفوق الشدقية (لا تشمل دائمًا وسادة الدهون الشدقية) في إعادة بناء المنطقة المحيطة بالحجاج بعد الإصابة. كما أنها تستخدم لإصلاح العيوب الخلقية في تجويف الفم أو لإصلاح فلح الشفة والحنك الخلقي.
أحيانًا ما تستخدم إزالة وسادة الدهون الشدقية لتقليل بروز الخد، على الرغم من أن هذا الإجراء قد يحمل معه خطرًا كبيرًا في تلف فرع العصب الوجهي والقنوات النكفية.